# Jerzy Wojciechowski (szpadzista)
Jerzy Wojciechowski (ur. 20 stycznia 1938 w Radomiu, zm. 12 grudnia 2024) – polski szpadzista, mistrz i wicemistrz świata juniorów w szpadzie.

## Życiorys
W latach 1951–1960 był zawodnikiem Kolejarza Wrocław, w latach 1961–1965 LPŻ Wrocław. Jego największymi sukcesami w karierze było indywidualne mistrzostwo (1957) i wicemistrzostwo (1956) świata juniorów w szpadzie oraz drużynowe wicemistrzostwo Letniej Uniwersjady w 1959. W 1958 został mistrzem Polski seniorów w turnieju drużynowym, w 1955 zdobył drużynowo brązowy medal MP.